# Wartenberg (Bismark)
Wartenberg gehört zur Ortschaft Berkau und ist ein Ortsteil der Stadt Bismark (Altmark) im Landkreis Stendal in Sachsen-Anhalt (Deutschland).

## Geographie
Wartenberg, ein Straßendorf mit Kirche, liegt vier Kilometer südwestlich der Stadt Bismark am Rande einer langgezogenen Hochfläche in der Altmark. Östlich des Dorfes liegt auf der Hochfläche das Waldgebiet „Grützland“. Im Norden der Gemarkung strömt der Radegraben.
Nachbarorte sind Berkau im Westen, Poritz im Nordwesten, Döllnitz im Norden, Bismark (Altmark) im Nordosten und Holzhausen im Südosten.

## Geschichte

### Mittelalter bis Neuzeit
Das Dorf wurde erstmals 1254 als in villa wardenberge erwähnt, als Markgraf Otto dem Kloster Neuendorf die Rechte an Einkünften im Dorf bestätigte. Ob die Erwähnung von 1335 daz hus ze wardenberg dieses Wartenberg betrifft, kann zweifelhaft sein, da von einem „Hus“ später niemals mehr die Rede war, so der Historiker Peter P. Rohrlach. Im Landbuch der Mark Brandenburg von 1375 wird das Dorf als Wardenberghe aufgeführt, es umfasste 15 Hufen. Weitere Nennungen sind 1472 wardenberge, 1687 Wardenberge und 1804 Wartenberg, ein Dorf mit einem Leineweber, zwei Zimmerleuten und Hopfenanbau.
Bei der Bodenreform wurden 1945 ermittelt: 28 Besitzungen unter 100 Hektar hatten zusammen 525 Hektar, eine Kirchenbesitzung hatte 10 Hektar und die Gemeinde einen Hektar Land. Im Jahre 1958 entstand die erste Landwirtschaftliche Produktionsgenossenschaft, die LPG Typ III „Solidarität“.

### Herkunft des Ortsnamens
Heinrich Sültmann führt den Namen 1254 und 1472 wardenberge auf das althochdeutsche „warton“ für „warten, ausschauen“ zurück.
Franz Mertens meinte, die Namen 1335 wardenberg und 1472 wardeberge stehen für „Berg mit Warte“.
Möglicherweise erhielt das Dorf seinem Namen von einem Sandberg, der östlich des Ortes liegt.

### Archäologie
Nach 1990 wurde eine Siedlung aus der römischen Kaiserzeit bei Wartenberg beschrieben. Gefunden wurden keramische Scherben, die an das Danneil-Museum in Salzwedel übergeben und dort untersucht und beschrieben wurden. Eine Siedlung soll am Teich im Süden des Dorfes, heute ein Pool, gelegen haben. Gärten und Felder werden noch heute „Altes Dorf“ genannt.
Im Jahr 1955 ist von Funden auf dem Käseberg südwestlich des Dorfes berichtet worden.

### Eingemeindungen
Ursprünglich gehörte das Dorf zum Stendalischen Kreis der Mark Brandenburg in der Altmark. Zwischen 1807 und 1813 lag der Ort im Kanton Bismark im Distrikt Stendal auf dem Territorium des napoleonischen Königreichs Westphalen. Ab 1816 gehörte die Gemeinde zum Landkreis Stendal.
Wartenberg wurde am 25. Juli 1952 dem Kreis Kalbe (Milde) zugeordnet. Am 21. Dezember 1973 wurde die Gemeinde Wartenberg in die Gemeinde Berkau eingemeindet. Seit dem 1. Januar 2010 gehört der Ortsteil Wartenberg zur neu gebildeten Ortschaft Berkau und zur Stadt Bismark (Altmark).

### Einwohnerentwicklung
| Jahr | Einwohner |
| ---- | --------- |
| 1734 | 124       |
| 1772 | 110       |
| 1790 | 117       |
| 1798 | 137       |
| 1801 | 157       |
| 1818 | 142       |
| 1840 | 151       |
| 1864 | 175       |
| 1871 | 169       |

| Jahr | Einwohner |
| ---- | --------- |
| 1885 | 165       |
| 1892 | [0]170    |
| 1895 | 169       |
| 1900 | [0]166    |
| 1905 | 165       |
| 1910 | [0]156    |
| 1925 | 138       |
| 1939 | 139       |
| 1946 | 221       |

| Jahr | Einwohner |
| ---- | --------- |
| 1964 | 184       |
| 1971 | 160       |
| 2018 | [00]097   |
| 2020 | [00]089   |
| 2021 | [00]089   |
| 2022 | [0]088    |
| 2023 | [0]089    |

Quelle, wenn nicht angegeben, bis 1971:

## Religion
Die evangelische Kirchengemeinde Wartenberg, die früher zur Pfarrei Berkau gehörte, wird heute betreut vom Pfarrbereich Garlipp im Kirchenkreises Stendal im Bischofssprengel Magdeburg der Evangelischen Kirche in Mitteldeutschland.
Die ältesten überlieferten Kirchenbücher für Wartenberg stammen aus dem Jahre 1843, ältere Einträge sind bei Berkau zu finden.
Die katholischen Christen gehören zur Pfarrei St. Anna in Stendal im Dekanat Stendal im Bistum Magdeburg.

## Kultur und Sehenswürdigkeiten
- Die evangelische Dorfkirche Wartenberg wurde anstelle der abgerissenen alten Kirche im Jahre 1881 als Backsteinbau im neoromanischen Stil mit einem Turm aus Feldsteinen errichtet.[25] Einen erhaltenen Chorbalken mit der Inschrift „gemeiner stand 1010“ bekam die Kirche 1888 wieder eingesetzt. Die Orgel stammt vom Orgelbauer Voigt aus Stendal.[13]
- Zwei Bronzeglocken gehören zur Kirche. Eine entstand um 1415, sie stammt vom Glockenbauer Dietrich Doring, die andere, aus dem Jahr 1733, ist von J. G. Ziegner gegossen worden.[10]
- Die Kirche steht auf dem Ortsfriedhof.
- Der Flügelaltar aus der alten Kirche stammt aus der Zeit zwischen 1430 und 1440. Er befindet sich heute im Altmärkischen Museum in Stendal.[10]
- Vor der Kirche steht ein 1921 errichtetes Denkmal für die Gefallenen des Ersten Weltkrieges, eine ziemlich verwitterte Sandsteinstele gekrönt von einem Eisernen Kreuz.[26][15]
- Im Dorf steht die Friedenseiche 1870/71 mit einem Gedenkstein.[15]

## Persönlichkeiten
Der spätere Stendaler Oberbürgermeister Karl Wernecke (1885–1945) wurde in Wartenberg geboren.